# Süddeutscher Rundfunk
Южно-Германское радио (Süddeutscher Rundfunk, SDR) — некоммерческое государственное учреждение с правом самоуправления существовавшее в 1945—1999 гг.

## Телевещательная деятельность организации
Организация вела:
- в 1954—2003 гг. — вещание по немецкой 1-й телепрограмме («Даз Эрсте» (Das Erste)) (совместно с вещательными организациями всех других земель);
- с 1 июня 1961 по 31 марта 1963 года — вещание по немецкой 2-й телепрограмме[7] (совместно с вещательными организациями всех других земель);
- в 1981-1999 гг. — совместные дополуденные передачи по 1-й и 2-й программам (совместно с вещательными организациями всех других земель);
- в 1997—2003 гг. — вещание по немецкой информационной телепрограмме «Айнс Экстра», немецкой молодёжной телепрограмме «Айнс Фестиваль», немецкой просветительской телепрограмме «Айнс Плюс» (совместно с вещательными организациями всех других земель);
- до 1993 года — южно-германские и юго-западно-германские местные передачи по немецкой 1-й телепрограмме (совместно с Юго-Западным радио);
- с 5 апреля 1969 года до 1999 года — вещание по саарландско-юго-западно-германской 3-й телепрограмме (телепрограмма «Зюдвест 3»);
- в 1997—2003 гг. — вещание по немецкой детской телепрограмме «Киндерканаль» и немецкой парламентской телепрограмме «Феникс» (совместно с вещательными организациями других земель и Вторым германским телевидением);
- в 1992—2003 гг. — вещание по международной телепрограмме[8] «3 Зат» (совместно с вещательными организациями других земель, Вторым германским телевидением, Австрийским радио и Швейцарским обществом радиовещания и телевидения);
- в 1992—2003 гг. — вещание по международной телепрограмме «Арте» (совместно с вещательными организациями других земель, Вторым германским телевидением, акционерным обществом «Арте Франс» и группой экономическим интересов «Арте»).

## Радиовещательная деятельность организации
Организация вела:
- с 1945 года — вещание по южно-германской 1-й (информационной, общественно-политической и художественной) радиопрограмме (радиопрограмме «СДР 1»), звучавшей на средних и ультракоротких волнах;
- с 1950 года до 1 января 1991 года — вещание по южно-германской 2-й (информационной и художественной) радиопрограмме (радиопрограмме «СДР 2»), звучавшей на ультракоротких волнах
- с 1979 года — вещание по южно-германской 3-й (информационно-музыкальной) радиопрограмме (радиопрограмме «СДР 3»), звучавшей на ультракоротких волнах;
- с конца 1980-х гг. до 1 января 1991 года вещание по южно-германской 4-й (музыкальной) радиопрограмме (радиопрограмме «СДР 4»), звучавшей на ультракоротких волнах;
- с 1 января 1991 года — вещание по юго-западной германской 2-й (информационной и художественной) радиопрограмме (радиопрограмме «С2 Культур» (S2 Kultur)), звучавшей на ультракоротких волнах (совместно с Юго-Западным радио);
- с 1 января 1991 года — вещание по баден-вюртембергской 4-й (музыкальной) радиопрограмме (радиопрограмме «С4 Баден-Вюртемберг» (S4 Baden-Württemberg)) (совместно с Юго-Западным радио);
- с 17 мая 1997 года — вещание по юго-западно-германской молодёжной радиопрограмме (радиопрограмма «Даз Динг»), звучавшей на ультракоротких волнах (совместно с Юго-Западным радио).

## Учредители
Учредителем организации является земля Баден-Вюртемберг, до 1952 года - земля Вюртемберг-Гогенцоллерн.

## Руководство
Руководство учреждением осуществляют:
- Совет Южно-Германского радио (SDR-Rundfunkrat), часть членов которого избираются ландтагом земли Баден-Вюртемберг, часть - правительством этой земли, остальные — массовыми организациями;
- Правление (Verwaltungsrat), назначавшееся Советом Южно-Германского радио;
- Директор (Intendant), назначавшийся Южно-Германского радио.

## Подразделения
- Симфонический оркестр Южного радио (Südfunk Sinfonieorchester), до 1959 года - Симфонический оркестр Южно-Германского радио (Sinfonieorchester des Süddeutschen Rundfunks)
- Хор Южного радио (Südfunk-Chor)
- Бигбэнд Южно-Германского радио (SDR-Bigband), ранее - Танцевальный оркестр Южного радио (Südfunk-Tanzorchester).

## Членство
Учреждение являлось членом:
- в 1950-1998 гг. - членом Рабочего сообщества государственных вещательных организаций ФРГ
- в 1952-1998 гг. - членом Европейского союза радиовещания

## Активы
С 1959 года учреждению принадлежит общество с ограниченной ответственностью «СДР Вербунг» (SDR Werbung GmbH), осуществлявшее продажу рекламного времени в местных передачах по 1-й телепрограмме, ранее называлось «Рундфунквербунг Штутгарт» (Rundfunkwerbung Stuttgart GmbH).